# Station La Lande-Clécy
Station La Lande - Clécy is een spoorwegstation in de Franse gemeente Clécy. Het station is gesloten.